# Ceolwulf Ier
Pour les articles homonymes, voir Ceolwulf.
Ceolwulf Ier est roi de Mercie de 821 à 823.

## Biographie
Ceolwulf Ier est le frère de Cenwulf, à qui il succède sur le trône de Mercie à sa mort, en 821. Son autorité s'étend également sur les royaumes voisins d'Est-Anglie et de Kent. Il est sacré roi de Mercie le 17 septembre 822 par l'archevêque de Cantorbéry Wulfred. Cet événement, qui marque la réconciliation entre la royauté mercienne et le siège de Cantorbéry après plusieurs années de lutte entre Cenwulf et Wulfred, est connu grâce à une charte promulguée le même jour par Ceolwulf,.
Le règne de Ceolwulf ne dure que deux ans : il est déposé en 823 pour des raisons inconnues et remplacé par Beornwulf. Son seul enfant connu est une fille, Ælfflæd, qui devient la femme de Wigmund, le fils du roi Wiglaf, et la mère de Wigstan ainsi que peut-être de Ceolwulf II.
Les Annales Cambriae enregistrent une campagne des « Saxons », c'est-à-dire des Merciens, au pays de Galles vers 822. Durant cette campagne, la forteresse de Deganwy est détruite et le royaume de Powys conquis par les envahisseurs. Si l'on accepte la date donnée par les Annales, ce succès serait à porter au crédit de Ceolwulf. Cependant, l'historien D. P. Kirby considère peu plausible qu'il ait pu être déposé après une telle victoire et préfère attribuer la conquête du Powys à son successeur Beornwulf.